# Isotopes du titane
Le titane (Ti, numéro atomique 22) possède 26 isotopes de nombre de masse variant entre 38 et 63, et deux isomères nucléaires connus. Parmi eux, cinq sont stables : 46Ti, 47Ti, 48Ti (le plus abondant), 49Ti et 50Ti. La masse atomique standard du titane est de 47,867(1) u.
Les plus stables des radioisotopes sont 44Ti avec une demi-vie de 60 ans, 45Ti avec une demi-vie de 184,8 minutes, 51Ti avec une demi-vie de 5,76 minutes et 52Ti avec une demi-vie de 1,7 minute. Tous les autres isotopes ont des demi-vies inférieures à 33 secondes et la plupart inférieure à une demi-seconde, le moins stable étant 61Ti avec une demi-vie légèrement supérieure à 300 nanosecondes.
Les radioisotopes plus légers que les isotopes stables se désintègrent principalement par émission de positron (β+), à l'exception de 44Ti qui se désintègre par capture électronique, tous en isotopes du scandium. Les isotopes les plus lourds se désintègrent eux principalement par désintégration β− en isotopes du vanadium.

## Titane naturel
Le titane naturel est constitué des cinq isotopes stables 46Ti, 47Ti, 48Ti, 49Ti et 50Ti.
| Isotope | Abondance (pourcentage molaire) |
| ------- | ------------------------------- |
| 46Ti    | 8,25 (3) %                      |
| 47Ti    | 7,44 (2) %                      |
| 48Ti    | 73,72 (3) %                     |
| 49Ti    | 5,41 (2) %                      |
| 50Ti    | 5,18 (2) %                      |

## Table des isotopes
| Symbole de l'isotope | Z (p)                | N (n)                | masse isotopique (u) | Demi-vie               | Mode(s) de désintégration, | Isotope(s) fils | Spin nucléaire |
| Symbole de l'isotope | Énergie d'excitation | Énergie d'excitation | Énergie d'excitation | Demi-vie               | Mode(s) de désintégration, | Isotope(s) fils | Spin nucléaire |
| -------------------- | -------------------- | -------------------- | -------------------- | ---------------------- | -------------------------- | --------------- | -------------- |
| 38Ti                 | 22                   | 16                   | 38,00977(27)#        | <120 ns                | 2p                         | 36Ca            | 0+             |
| 39Ti                 | 22                   | 17                   | 39,00161(22)#        | 31(4) ms [31(+6-4) ms] | β+, p (85%)                | 38Ca            | 3/2+#          |
| 39Ti                 | 22                   | 17                   | 39,00161(22)#        | 31(4) ms [31(+6-4) ms] | β+ (15%)                   | 39Sc            | 3/2+#          |
| 39Ti                 | 22                   | 17                   | 39,00161(22)#        | 31(4) ms [31(+6-4) ms] | β+, 2p (<0,1%)             | 37K             | 3/2+#          |
| 40Ti                 | 22                   | 18                   | 39,99050(17)         | 53,3(15) ms            | β+ (56,99%)                | 40Sc            | 0+             |
| 40Ti                 | 22                   | 18                   | 39,99050(17)         | 53,3(15) ms            | β+, p (43,01%)             | 39Ca            | 0+             |
| 41Ti                 | 22                   | 19                   | 40,98315(11)#        | 80,4(9) ms             | β+, p (>99,9%)             | 40Ca            | 3/2+           |
| 41Ti                 | 22                   | 19                   | 40,98315(11)#        | 80,4(9) ms             | β+ (<0,1%)                 | 41Sc            | 3/2+           |
| 42Ti                 | 22                   | 20                   | 41,973031(6)         | 199(6) ms              | β+                         | 42Sc            | 0+             |
| 43Ti                 | 22                   | 21                   | 42,968522(7)         | 509(5) ms              | β+                         | 43Sc            | 7/2-           |
| 43m1Ti               | 313,0(10) keV        | 313,0(10) keV        | 313,0(10) keV        | 12,6(6) µs             |                            |                 | (3/2+)         |
| 43 m2Ti              | 3066,4(10) keV       | 3066,4(10) keV       | 3066,4(10) keV       | 560(6) ns              |                            |                 | (19/2-)        |
| 44Ti                 | 22                   | 22                   | 43,9596901(8)        | 60,0(11) a             | CE                         | 44Sc            | 0+             |
| 45Ti                 | 22                   | 23                   | 44,9581256(11)       | 184,8(5) min           | β+                         | 45Sc            | 7/2-           |
| 46Ti                 | 22                   | 24                   | 45,9526316(9)        | Stable                 | Stable                     | Stable          | 0+             |
| 47Ti                 | 22                   | 25                   | 46,9517631(9)        | Stable                 | Stable                     | Stable          | 5/2-           |
| 48Ti                 | 22                   | 26                   | 47,9479463(9)        | Stable                 | Stable                     | Stable          | 0+             |
| 49Ti                 | 22                   | 27                   | 48,9478700(9)        | Stable                 | Stable                     | Stable          | 7/2-           |
| 50Ti                 | 22                   | 28                   | 49,9447912(9)        | Stable                 | Stable                     | Stable          | 0+             |
| 51Ti                 | 22                   | 29                   | 50,946615(1)         | 5,76(1) min            | β−                         | 51V             | 3/2-           |
| 52Ti                 | 22                   | 30                   | 51,946897(8)         | 1,7(1) min             | β−                         | 52V             | 0+             |
| 53Ti                 | 22                   | 31                   | 52,94973(11)         | 32,7(9) s              | β−                         | 53V             | (3/2)-         |
| 54Ti                 | 22                   | 32                   | 53,95105(13)         | 1,5(4) s               | β−                         | 54V             | 0+             |
| 55Ti                 | 22                   | 33                   | 54,95527(16)         | 490(90) ms             | β−                         | 55V             | 3/2-#          |
| 56Ti                 | 22                   | 34                   | 55,95820(21)         | 164(24) ms             | β− (>99,9%)                | 56V             | 0+             |
| 56Ti                 | 22                   | 34                   | 55,95820(21)         | 164(24) ms             | β−, n (<0,1%)              | 55V             | 0+             |
| 57Ti                 | 22                   | 35                   | 56,96399(49)         | 60(16) ms              | β− (>99,9%)                | 57V             | 5/2-#          |
| 57Ti                 | 22                   | 35                   | 56,96399(49)         | 60(16) ms              | β−, n (<0,1%)              | 56V             | 5/2-#          |
| 58Ti                 | 22                   | 36                   | 57,96697(75)#        | 54(7) ms               | β−                         | 58V             | 0+             |
| 59Ti                 | 22                   | 37                   | 58,97293(75)#        | 30(3) ms               | β−                         | 59V             | (5/2-)#        |
| 60Ti                 | 22                   | 38                   | 59,97676(86)#        | 22(2) ms               | β−                         | 60V             | 0+             |
| 61Ti                 | 22                   | 39                   | 60,98320(97)#        | 10# ms [>300 ns]       | β−                         | 61V             | 1/2-#          |
| 61Ti                 | 22                   | 39                   | 60,98320(97)#        | 10# ms [>300 ns]       | β−, n                      | 60V             | 1/2-#          |
| 62Ti                 | 22                   | 40                   | 61,98749(97)#        | 10# ms                 |                            |                 | 0+             |
| 63Ti                 | 22                   | 41                   | 62,99442(107)#       | 3# ms                  |                            |                 | 1/2-#          |

1. ↑  Abréviation :
CE : capture électronique.
2. ↑  Isotopes stables en gras.

### Remarques
- Les valeurs marquées # ne sont pas purement dérivées des données expérimentales, mais aussi au moins en partie à partir des tendances systématiques. Les spins avec des arguments d'affectation faibles sont entre parenthèses.
- Les incertitudes sont données de façon concise entre parenthèses après la décimale correspondante. Les valeurs d'incertitude dénotent un écart-type, à l'exception de la composition isotopique et de la masse atomique standard de l'IUPAC qui utilisent des incertitudes élargies[3].
- Masses des isotopes données par la Commission sur les Symboles, les Unités, la Nomenclature, les Masses atomiques et les Constantes fondamentales (SUNAMCO) de l'IUPAP
- Abondances isotopiques données par la Commission des Abondances isotopiques et des Poids atomiques de l'IUPAC